# Jouni Inkala
Jouni Inkala (* 15. April 1966 in Kemi, Finnland) ist ein finnischer Dichter. 

## Leben
Inkala wuchs als Sohn eines Pfarrers an verschiedenen Orten Finnlands auf, besuchte nach dem Abitur zunächst eine Kunsthochschule, wechselte dann aber zum Studium der Literatur und Philosophie nach Oulu und schließlich Helsinki. Er lebt als freier Autor in Helsinki, schreibt Essays, Kolumnen und Theaterstücke, versteht sich jedoch vor allem als Lyriker. Er ist aktives Mitglied des finnischen P.E.N., pflegt den Austausch mit Kollegen im Ausland und übersetzt ihre Gedichte ins Finnische. Seine Debütsammlung Tässä sen reuna (Hier ihr Rand) erschien 1992 und wurde mit dem Preis des besten literarischen Debüts in Finnland ausgezeichnet. Mittlerweile liegen zehn Gedichtbände von ihm vor, außerdem ist 2007 ein Band mit gesammelten Gedichten aus den Jahren 1992–2007 erschienen. 

## Werke
in finnischer Sprache
- Tässä sen reuna (WSOY, 1992)
- Huonetta ja sukua (WSOY, 1994)
- Pyhien seura (WSOY, 1996)
- Sille joka jää (WSOY, 1998)
- Autiomaaretki (WSOY, 2000)
- Kirjoittamaton (WSOY, 2002)
- Sarveisaikoja (WSOY, 2005)
- Minkä tietäminen on ihmiselle välttämätöntä (WSOY, 2008)
- Kemosynteesi (Siltala, 2011)

in deutscher Sprache
- Der Gedankenstrich eines Augenblicks (Herausgegeben von Joachim Sartorius, Hans Thill, Ernest Wichner, übersetzt von Stefan Moster), Verlag Das Wunderhorn, Heidelberg 2014, ISBN 978-3-88423-473-0.

| Personendaten    | Personendaten      |
| ---------------- | ------------------ |
| NAME             | Inkala, Jouni      |
| KURZBESCHREIBUNG | finnischer Dichter |
| GEBURTSDATUM     | 15. April 1966     |
| GEBURTSORT       | Kemi, Finnland     |